# オープンリーディングフレーム
分子遺伝学において、オープンリーディングフレーム（英: open reading frame、ORF）とは、翻訳される能力を持つリーディングフレームの部分のことである。ORFとは、開始コドン（通常は AUG ）で始まり、終止コドン（通常は UAA、UAG、UGA ）で終わるコドンの連続した一続きである。ORF（必ずしも最初のものとは限らない）内のATGコドン（RNAで言うAUG ）は、翻訳が開始される場所を示している可能性がある。転写終結部位は、ORFの後に、翻訳終止コドンの先にある。もし、転写が終止コドンの手前で止まると、翻訳時に不完全なタンパク質が作られる。複数のエクソンを持つ真核生物の遺伝子では、転写後にイントロンが除去され、エクソンが結合されて、タンパク質翻訳のための最終的なmRNAが生成される。イントロンには終止コドンが含まれていたり、リーディングフレーム間のずれが発生する可能性があるため、遺伝子予測（gene prediction）においては、ORFの開始-終止の定義は、ゲノムDNAではなく、スプライスされたmRNAにのみ適用される。別の定義は、ORFは3で割り切れる長さを持ち、終止コドンで囲まれた配列である。この、より一般的な定義は、トランスクリプトミクスおよび(または)メタゲノミクスの分野においても有用であり、得られた配列に開始コドン/終止コドンが存在しない場合もある。このようなORFは、完全な遺伝子ではなく、遺伝子の一部に対応する。

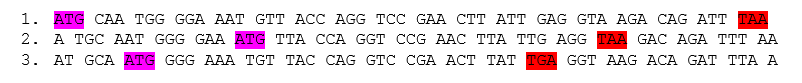
3種類の異なったリーディングフレームの可能性を示すサンプル配列。開始コドン（ ATG ）は紫、終止コドン（ TAA ）は赤で強調表示されている。

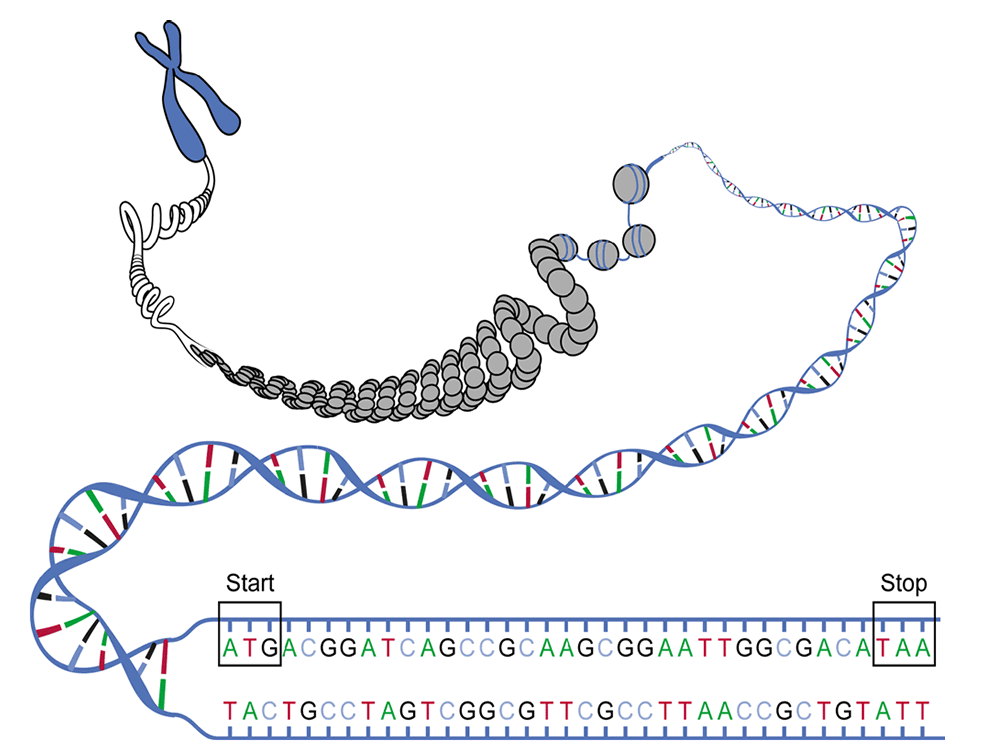
オープンリーディングフレーム：開始コドン（ ATG ）と停止コドン（ TAA ）を四角で囲んだ遺伝子図。もちろん、一例でありその遺伝子は無い。

## 生物学的意義
オープンリーディングフレーム（ORF）の一般的な用途の1つは、遺伝子予測を支援するための根拠の1つである。長いORFは、他の根拠とともに、DNA配列内のタンパク質翻訳領域や機能性RNA翻訳領域の候補を最初に特定するためによく使用される。ORFがあるからといって、その領域が常に翻訳されるとは限らない。たとえば、各ヌクレオチドの割合が等しいランダムに生成されたDNA配列では、21コドンごとに1回の終止コドンが予想される。原核生物の簡単な遺伝子予測アルゴリズムでは、開始コドンに続いて、典型的なタンパク質をコード化するのに十分な長さのオープンリーディングフレームを探す。ここで、その領域のコドン使用頻度は、その生物の翻訳領域の頻度特性と一致する。そのため、ORFは100コドンや150コドンのような最小の長さを持つべきだと言う著者もいる。長いオープンリーディングフレームだけでは、遺伝子の存在を示す決定的な証拠にはならない。一方で、タンパク質コード遺伝子の典型的な特徴を欠いている幾つかの短いORF（sORF）が、（ncRNAとmRNAの両方から）機能性ペプチドを生成できることが証明されている。哺乳類のmRNAの約50%の5'-UTRには、1つまたは複数のsORFが存在することが知られている。実験的に発見されたsORFの翻訳開始部位の64-75%はヒトとマウスのゲノムに保存されており、これらの要素が機能していることを示す可能性がある。しかし、sORFは多くの場合、mRNAのマイナーな形でのみ見つかるため、選択を避けることができる。開始部位の高い保存性は、関連遺伝子のプロモーター内のそれらの位置と関係している可能性がある。これは、たとえばSLAMF1遺伝子の特徴である。

## 6フレーム翻訳

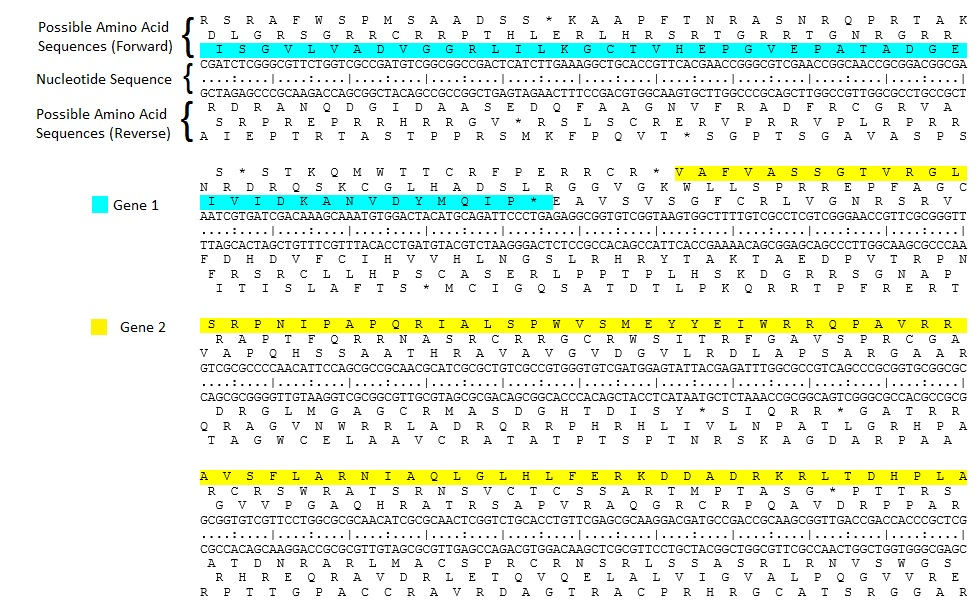
6フレーム翻訳の例。ヌクレオチド配列は中央に示され、上が順方向の翻訳、下が逆方向の翻訳を示す。2つの考えられるオープンリーディングフレームとその配列が強調表示されている。

DNAは3つのヌクレオチド（コドン）のグループで解釈されるため、1本のDNA鎖には3つの異なるリーディングフレームが存在する。DNA分子の二重らせんは、2本の逆平行鎖で構成されており、2本の鎖にはそれぞれ3つのリーディングフレームがあるため、6フレーム翻訳（six-frame translation）が可能である。

## ORF検索ツール

### ORF Finder
ORF Finder (Open Reading Frame Finder)は、ユーザーの配列またはすでにデータベースに登録されている配列の中から、選択可能な最小サイズのオープンリーディングフレームをすべて見つける、グラフィカルな解析ツールである。このツールは、標準または代替の遺伝コードを使用して、すべてのオープンリーディングフレームを識別する。推定されたアミノ酸配列はさまざまな形式で保存でき、BLAST（Basic Local Alignment Search Tool）サーバーを使用して配列データベースに検索できる。ORF Finderは、完全で正確な配列提出物の準備で役立つ。また、Sequin配列提出ソフトウェア（シーケンスアナライザー）にもパッケージ化されている。

### ORF Investigator
ORF Investigatorは、コード化配列と非コード化配列に関する情報を提供するだけでなく、異なる遺伝子/DNA領域配列のペアワイズ・グローバル・アライメントを実行できるプログラムである。このツールは、対応するアミノ酸配列のORFを効率的に見つけ、それらを1文字のアミノ酸コードに変換し、配列中の位置を提供する。配列間のペアワイズ・グローバル・アライントにより、一塩基多型を含むさまざまな突然変異を検出するのに便利である。遺伝子アライメントには、Needleman-Wunschアルゴリズムを使用している。ORF Investigatorは、移植可能なPerlプログラミング言語で記述されているため、すべての一般的なオペレーティングシステムのユーザーが利用できる。

### OrfPredictor
OrfPredictorは、発現配列タグ（Expressed Sequence Tag、EST）由来の配列から、タンパク質翻訳領域を特定するために設計されたウェブサーバーである。BLASTXでヒットしたクエリ配列の場合、このプログラムはBLASTXアライメントで特定された翻訳リーディングフレームに基づいて翻訳領域を予測し、そうでない場合は、クエリ配列の固有信号に基づいて最も可能性の高い翻訳領域を予測する。その出力はFASTA形式の予測ペプチド配列と、クエリID、翻訳リーディングフレーム、翻訳領域の開始と終了のヌクレオチド位置を含む定義行である。OrfPredictorは、特に大規模なESTプロジェクトにおいて、EST由来の配列アノテーションを容易にする。
ORF Predictorは、上記の2つの異なるORF定義を組み合わせて使用している。これは、開始コドンで始まり、停止コドンで終わる一続きを検索する。追加の基準として、5'非翻訳領域（UTR=untranslated regionまたはNTR=nontranslated region）で終止コドンを検索する。

### ORFik
ORFikは、オープンリーディングフレームを見つけ、次世代シークエンシング技術を用いてORFの正当性を確認するためのBioconductor内に含まれるRパッケージである。

### orfipy
orfipyは、Python/Cythonで書かれたツールで、ORFを非常に高速かつ柔軟に抽出できる。orfipy は、プレーンまたはgzip圧縮されたFASTAおよびFASTQ配列を扱うことができ、ORF検索と微調整オプションを提供する。オプションには開始および停止コドンの指定、部分的なORFの報告、カスタム翻訳テーブル使用を含む。その結果は、スペース効率が高いBED形式を含め、複数の形式で保存できる。orfipyは、デノボ・トランスクリプトーム・アセンブリー（De novo transcriptome assembly）のような、複数の小さなFASTA配列を含むデータに対して特に高速である。

## 参照項目
- コーディング領域
- 推定遺伝子（英語版）
- Sequerome（英語版） - 各BLASTレコードをアメリカ国立生物工学情報センター（NCBI）のORFにリンクし、BLASTレポートの完全なORF解析を可能にする配列プロファイリングツール（英語版）